# Émeutes des pommes de terre (Russie)
Pour les articles homonymes, voir Émeutes des pommes de terre.
Les « émeutes des pommes de terre » en Russie ont été un mouvement de protestation de masse des paysans serfs (1834) et des paysans d'État (1840–1844) contre le servage.
La révolte trouve son origine immédiate dans les mesures autoritaires par lesquelles le gouvernement entendait imposer la culture des pommes de terre. Le gouvernement choisit pour la pomme de terre les parties les plus fertiles des terres des paysans. Les autorités appliquèrent des sanctions brutales en cas de non-respect des ordres et procédèrent à diverses réquisitions. En 1834, l'agitation se déclencha dans les gouvernements de Viatka et Vladimir, mais le mouvement le plus large commença à se répandre parmi les paysans d'État en 1840-1844. Des émeutes éclatèrent simultanément, en partie en réaction à la réforme des villages d'État de Paul Kisseleff (1837–1841). Dans les provinces de l'Oural et dans les parties les plus basses de la région de la Volga, plus de 500 000 paysans se soulevèrent, détruisant les plantations de pommes de terre et agressant les fonctionnaires. Ils ré-élurent arbitrairement des chefs, et attaquèrent avec des armes les détachements punitifs. Outre les Russes, diverses populations ont participé à ces émeutes, dont des Maris, ainsi que des Tchouvaches, Oudmourtes, Tatars et Komis. Le gouvernement fit appel à l'armée pour réprimer les émeutes. Des paysans furent tués dans de nombreux endroits. Des milliers de rebelles furent condamnés et déportés en Sibérie, ou enrôlés comme soldats.